# Hubert J.P. Winkler
Hubert J.P. Winkler (Braunschweig, 1875-Leiden, 1941) fue un naturalista, y botánico alemán. Realizó extensas expediciones botánicas a Camerún, Indonesia, Malasia, Singapur
Estudió y describió varios géneros de Betulaceae y de Urticaceae. Fue profesor en al Universidad de Breslau.

## Obra
- hubert j.p. Winkler, robert Pilger. 1913. Entwicklungsgeschichte der Pflanzenwelt. Pflanzengeographie. Die Pflanzenwelt der Tropen. Von Privatdozent Dr. W. Gothan, Privatdozent Dr. R. Pilger und Prof. Dr. H. Winkler... Ed. Kosmos, Gesellschaft der Naturfreunde, 534 pp.
- carl e.w. Zimmer, hubert j.p. Winkler. 1912. Eine akademische Studienfahrt nach Ostafrika, von Dr. Hubert Winkler,... Und Prof. Dr. Carl Zimmer,... Ed. F. Hirt, 120 pp.
- hubert j.p. Winkler. 1904. "Betulaceae"... Ed. W. Engelmann, 150 pp.
- ----------------------------. 1901. Pflanzengeographische Studien über die Formation des Buchenwaldes, Inaugural-Dissertation welche... Öffentlich verteidigen wird Hubert Winkler,... Ed. Druck von F. W. Jungfer, 60 pp.

## Eponimia
Especies
- (Bromeliaceae) Tillandsia winkleri Strehl[2]
- (Rubiaceae) Psychotria winkleri Merr.[3]